# 東京都立產業技術高等專門學校
東京都立產業技術高等專門學校（日语：東京都立産業技術高等専門学校／とうきょうとりつさんぎょうぎじゅつこうとうせんもんがっこう）是一所位於日本東京都的高等專門學校，一般簡稱為產技高專。

## 沿革

### 簡史
東京都立產業技術高等專門學校成立於2006年，是由品川區的東京都立工業高等專門學校，與荒川區的東京都立航空工業高等專門學校合併而成。合併後，兩校原址分別成為產技高專的品川校區與荒川校區。

### 年表
- 2006年 - 創立。
- 2008年 - 移交公立大學法人首都大學東京管理。

## 教育組織

### 本科（副學士課程）
- 物作工學科（品川校區）
  - 機械系統工學課程
  - 生產系統工學課程
  - 電氣電子工學課程
  - 電子情報工學課程
- 物作工學科（荒川校區）
  - 情報通信工學課程
  - 機器人工學課程
  - 航空宇宙工學課程
  - 醫療福祉工學課程

### 專攻科（學士課程）
- 創造工學專攻
  - 機械工學課程
  - 電氣電子工學課程
  - 情報工學課程
  - 航空宇宙工學課程

## 對外關係
產技高專宇宙科學研究同好會是大學宇宙工學聯盟的加盟團體。

## 外部連結
- 東京都立產業技術高等專門學校官方網站 （页面存档备份，存于）
- 東京都立產業技術高等專門學校的X（前Twitter）